# لینک بایک
لینک بایک (انگلیسی: LinkBike) یک سامانه دوچرخه اشتراکی است که در شهر جرج تاون، ایالت پنانگ، مالزی در حال خدمت رسانی است. این سیستم که در سال ۲۰۱۶ راه اندازی گردید، اولین سیستم از این نوع در مالزی است. در حال حاضر، ۲۵۰ دوچرخه لینک بایک و ۲۵ ایستگاه در سراسر شهر، از جمله سایت میراث جهانی یونسکو، هم چنین مکانهایی در حومه شهر، مانند کوئینزبای مال وجود دارد.